# Andrew – člen naší rodiny
Andrew – člen naší rodiny (v anglickém originále Bicentennial Man) je americký romantický sci-fi film z roku 1999 režiséra Chrise Columbuse. Čerpá z románu Isaaca Asimova a Roberta Silverberga Pozitronový muž (1993), jehož předlohou byla Asimova noveleta „Dvěstěletý člověk“ z roku 1976. Film vypráví o touze domácího robota NDR-114 pojmenovaného Andrew stát se člověkem.

## Obsazení
| Robin Williams        | Andrew Martin                               |
| Embeth Davidtz        | slečna Amanda Martin / Portia Charney       |
| Hallie Kate Eisenberg | Amanda (ve věku 7 let)                      |
| Sam Neill             | sir Richard Martin                          |
| Oliver Platt          | Rupert Burns                                |
| Kiersten Warren       | Galatea                                     |
| Wendy Crewson         | madam Rachel Martin                         |
| Angela Landis         | slečna Grace Martin                         |
| Lindze Letherman      | Grace (ve věku 9 let)                       |
| John Michael Higgins  | Bill Feingold                               |
| Bradley Whitford      | Lloyd Charney                               |
| Igor Hiller           | Lloyd Charney (ve věku 10 let)              |
| Joe Bellan            | robot                                       |
| Brett Wagner          | robot                                       |
| Stephen Root          | Dennis Mansky, ředitel Northam Robotics     |
| Lynne Thigpen         | druhý prezident / mluvčí Světového kongresu |

## Děj
V budoucnosti je běžné vlastnit domácího robota. Richard Martin pořídí své rodině model NDR-114, který je pojmenován Andrew. Robot se záhy stane oblíbeným v rodině nejen pro svou výkonnost, ale i pro ostatní neobvyklé stránky jeho osobnosti – smysl pro humor, estetické cítění, přemýšlivost, učenlivost a další. Zamiluje si ho i malá Amanda, která z něj zpočátku měla strach a byla k němu nedůvěřivá.
Andrew se postupem doby (i díky Richardovi) zdokonaluje a polidšťuje a jeho touha stát se kompletním člověkem narůstá. Pořídí si bankovní konto, začne se oblékat a bydlet ve vlastním domě a časem dostane od Richarda Martina svobodu. Vydává se na cestu po světě, chce nalézt podobně smýšlející roboty. Narazí na pana Burnse, vynálezce, který je ochoten mu pomoci s přebudováním jeho kovového těla na organické. Andrew se po letech vrací k rodině Martinových. Z malé Amandy vyrostla krásná žena, což Andrew vnímá. Schází mu jediná věc k tomu, aby se stal úplným člověkem – schopnost stárnout.